# Makemake (mytologi)

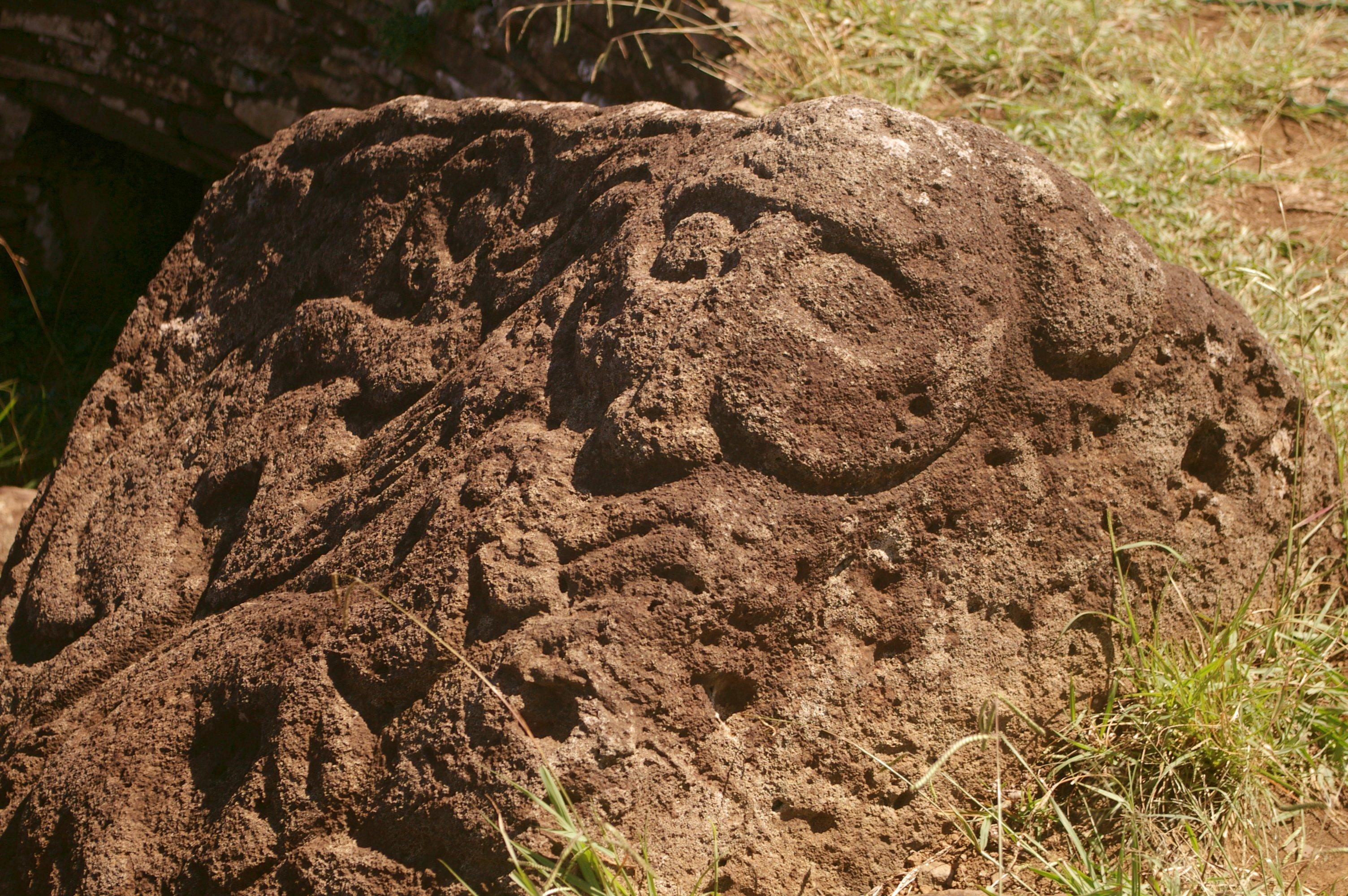
Ristning av Makemake med två fågelmänniskor

Makemake är en skapelsegud i mytologin på Påskön i Stilla havet, och en centralgestalt i den viktiga fågelkulten på ön.
Vid en årlig festival representeras han av en utvald fågelman.
Dvärgplaneten Makemake, upptäckt i Kuiperbältet år 2005, är uppkallad efter guden.